# Prostanthera
Prostanthera este un gen de plante din familia  Lamiaceae.

## Specii
Cuprinde  circa 38  specii.